# Franco Valsecchi
Franco Valsecchi (Milano, 27 ottobre 1903 – Carate Brianza, 13 ottobre 1991) è stato uno storico italiano.

## Biografia
Fu docente di storia della civiltà italiana nelle Università di Lipsia (1932) e di Vienna (1934-38). Successivamente fu docente di Storia moderna nelle Università di Palermo (1939-1941), Pavia (1941-1946), Milano (1947-1958) e nella Facoltà di Scienze politiche dell'Università "La Sapienza" di Roma (1958-1973). Nel 1972 fu presidente della Commissione nazionale italiana dell'UNESCO.
È stato direttore di una collana storica per l'editore Vallecchi e coordinatore dei servizi storici del Ministero degli Esteri.
Morì a Carate Brianza il 13 ottobre 1991 all'età di 88 anni.

## Opere
Selezione di pubblicazioni di Franco Valsecchi: 
- Giosuè Carducci, Bologna, 1928
- L'assolutismo illuminato in Austria e in Lombardia, 2 voll., Bologna, 1931-34
- La mediazione europea nel 1859, Roma, 1938
- La politica europea dalla guerra di Crimea alla guerra di Lombardia, Milano, 1940
- L'Italia nel Settecento ((vol. VII della Storia d'Italia), Mondadori, Milano, 1959
- La società piemontese da Emanuele Filiberto alla dominazione napoleonica, in Storia del Piemonte, Torino,  1960
- Società e costume nell'Italia del Sei e Settecento, UTET, Milano, 1969
- L'alleanza di Crimea, Mondadori, Milano, 1948
- L'Italia del Risorgimento e L'Europa delle nazionalità, 1978
- Il riformismo borbonico in Italia, Bonacci, Roma, 1990
- Il secolo di Maria Teresa d'Austria, Bonacci, Roma, 1991